# Gel de sílice

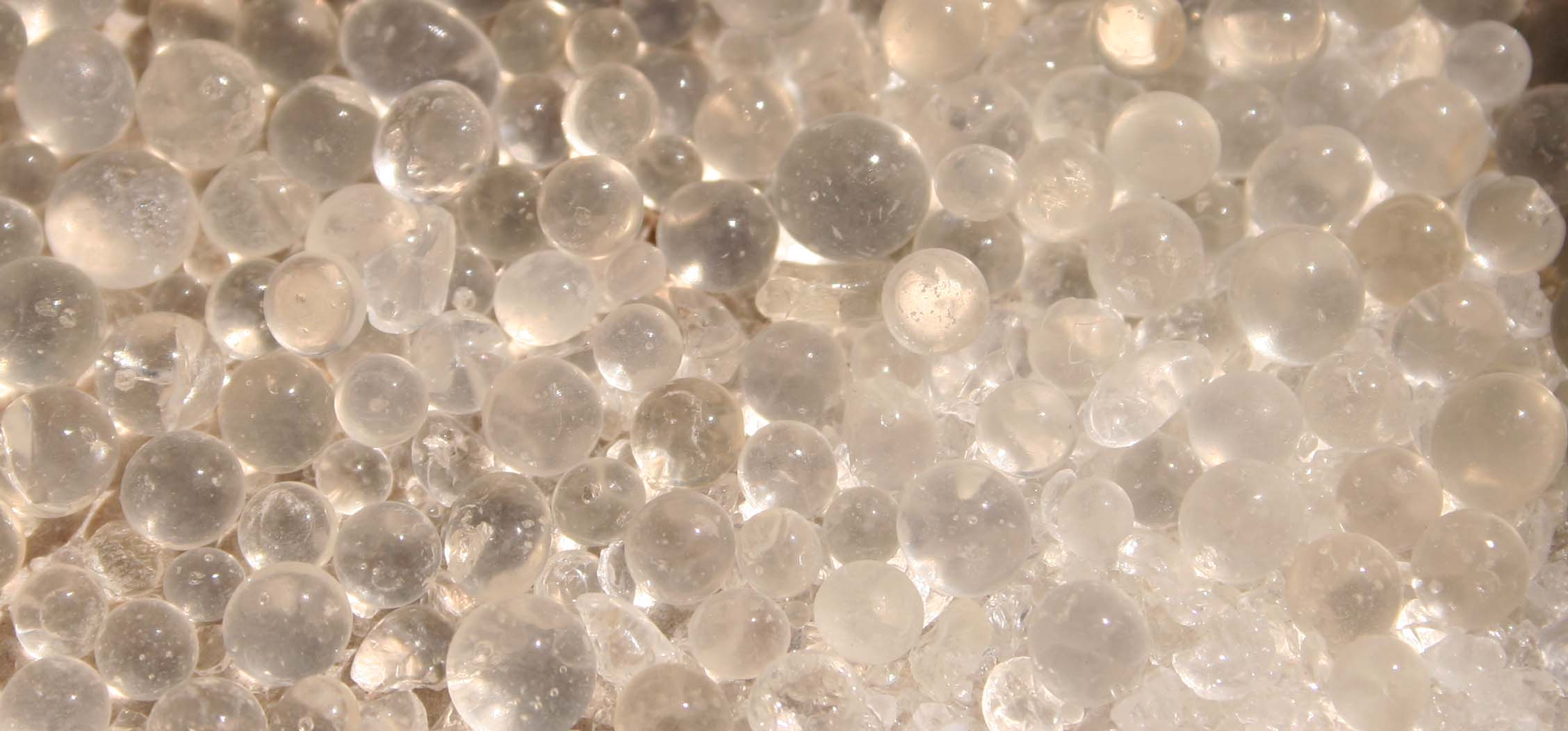
Forma habitual del gel de sílice.

El gel de sílice es una forma granular y porosa de dióxido de silicio fabricado sintéticamente a partir de silicato sódico. A pesar del nombre, el gel de sílice es sólido.

## Historia
El gel de sílice fue patentado en 1919 por Walter A. Patrick, profesor de química en la Universidad Johns Hopkins, Baltimore (Maryland). Anteriormente fue usado en las máscaras antigás, durante la Primera Guerra Mundial, para la adsorción de vapores y gases. La sustancia se conocía desde 1640 como una curiosidad científica.
En la Segunda Guerra Mundial, el gel de sílice fue indispensable para mantener la penicilina seca, protegiendo el equipamiento militar de los daños producidos por la humedad, como fluido catalizador en el craqueo para la producción de gasolina de alto octanaje y como catalizador para la producción del butadieno a partir del etanol, materia prima principal para el programa de caucho sintético.[cita requerida]

## Propiedades
Su gran porosidad, que le otorga alrededor de 800 m²/g de superficie específica, lo convierte en un absorbente de agua. Por este motivo se utiliza para reducir la humedad en espacios cerrados, normalmente hasta un 40%. Cuando se ha saturado de agua el gel se puede regenerar sometiéndolo a una temperatura de 150 °C, a razón de 1,5 horas por litro de agua.
Este gel no es tóxico, inflamable ni químicamente reactivo. Sin embargo, los pequeños envases de gel llevan un aviso sobre su toxicidad en caso de ingestión. Se debe a que el cloruro de cobalto, que se suele añadir para indicar la humedad del gel, sí es tóxico. El cloruro de cobalto reacciona con la humedad, cuando está seco es de color azul y se vuelve rosa al absorber humedad. El polvo que se forma al manipular este material puede generar silicosis si se respira.

## Preparación
Una solución acuosa de silicato sódico se acidifica para producir un precipitado gelatinoso, que se lava; a continuación se deshidrata, para producir gel de sílice incoloro. Cuando se requiere una indicación visible del contenido de humedad del gel de sílice, se añade tetraclorocobaltato de amonio(II) (NH4)2CoCl4, o cloruro de cobalto  CoCl2. Esto hará que el gel sea azul cuando está seco y rosa cuando se hidrata. Un indicador alternativo es el violeta de metilo, que es naranja cuando está seco y verde cuando se hidrata.

## Usos

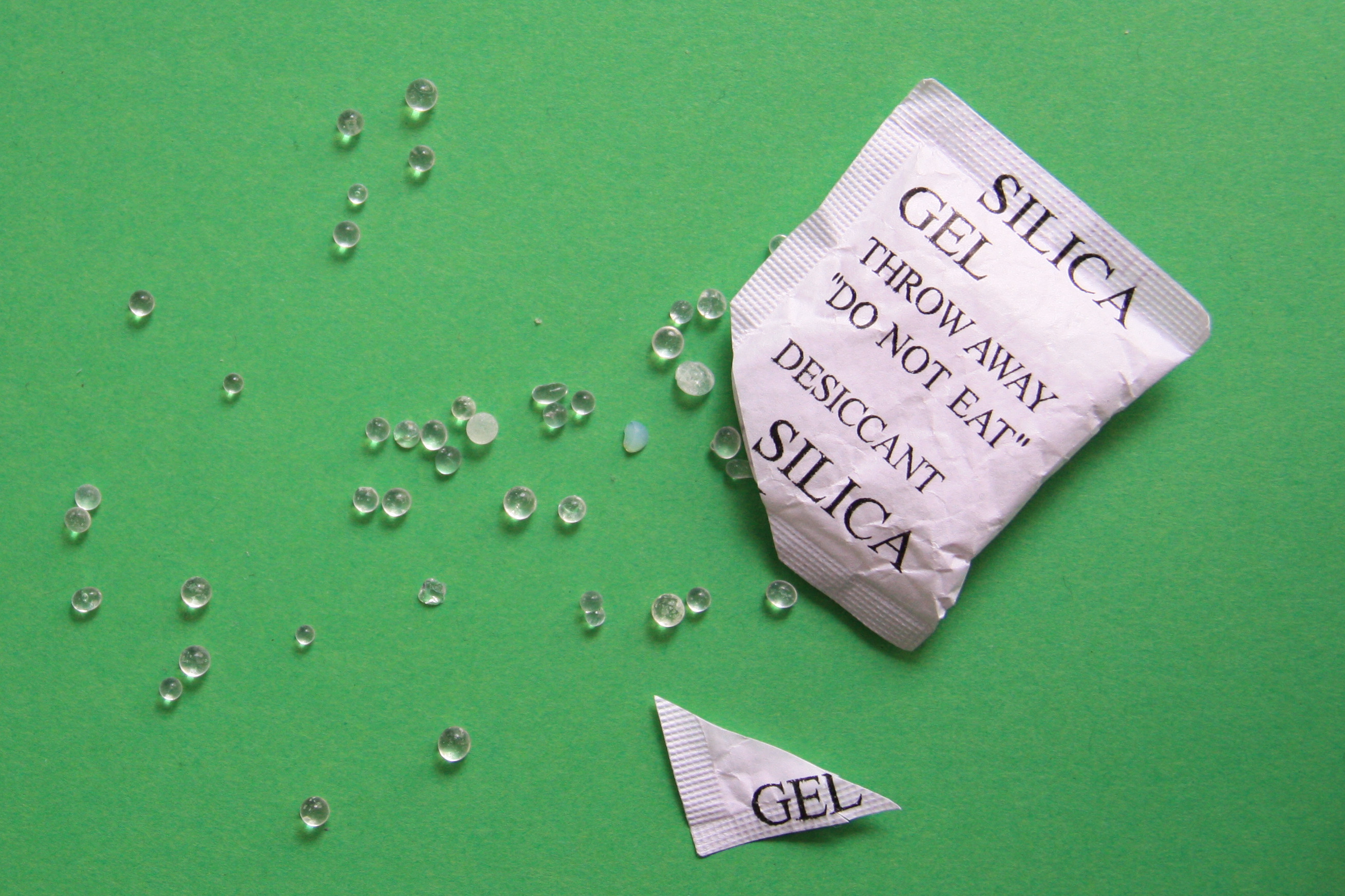
Bolsita de gel de sílice.

Se suele encontrar comúnmente en forma de pequeñas esferas envasadas en bolsas transpirables. En esta forma, se usa como agente desecante para controlar la humedad local y evitar el deterioro de ciertos bienes. Debido a aditivos venenosos añadidos al producto, como el cloruro de cobalto, y a su gran capacidad de absorción de humedad, habitualmente los paquetes de gel de sílice llevan advertencias destinadas a que los usuarios no ingieran el contenido de los mismos. 

## Riesgo de comer gel de sílice
Si se consume gel de sílice puro, es poco probable que cause una enfermedad grave o crónica, no obstante puede ser problemático. Sin embargo, algunos desecantes pueden contener fungicidas o pesticidas. Los desecantes alimenticios no deben contener ningún veneno que pueda producir daño en los humanos si se consume en las cantidades normales incluidas con los alimentos.
Otra de las sustancias químicas similares con una mayor porosidad es el aerogel.